# بيانات الخطر وفق النظام العالمي المتوافق
بيانات الخطر وفق النظام العالمي المتوافق هي جزء من تعليمات النظام العالمي المتوافق لتصنيف وترميز المواد الكيميائية (GHS ).
تهدف هذه البيانات إلى تقديم عبارات ذات صياغة محددة لوصف مخاطر المواد والمزائج الكيميائية، بحيث يمكن ترجمتها إلى اللغات العالمية المختلفة.

## المخاطر الفيزيائية
| الرمز | العبارة                                                                                     |
| ----- | ------------------------------------------------------------------------------------------- |
| H200  | مادة متفجرة غير مستقرة                                                                      |
| H201  | مادة متفجرة؛ خطر انفجار شامل                                                                |
| H202  | مادة متفجرة؛ خطر تشظّي شديد                                                                  |
| H203  | مادة متفجرة؛ خطر انفجار أو اشتعال حريق أو تشظّي                                              |
| H204  | خطر اشتعال حريق أو تشظّي                                                                     |
| H205  | يمكن أن ينفجر بشكل شامل على شكل حريق                                                        |
| H206  | خطر انفجار أو اشتعال حريق أو تشظّي: ازدياد خطر الانفجار في حال اختزال العامل المقلل للحساسية |
| H207  | خطر اشتعال حريق أو تشظّي: ازدياد خطر الانفجار في حال اختزال العامل المقلل للحساسية           |
| H208  | خطر اشتعال حريق: ازدياد خطر الانفجار في حال اختزال العامل المقلل للحساسية                   |
| H220  | غاز سهل الاشتعال للغاية                                                                     |
| H221  | غاز سهل الاشتعال                                                                            |
| H222  | جزيئات معلقة في الغاز سهلة الاشتعال للغاية                                                  |
| H223  | جزيئات معلقة في الغاز سهلة الاشتعال                                                         |
| H224  | سائل وبخار سهل الاشتعال للغاية                                                              |
| H225  | سائل وبخار سهل الاشتعال بشكل كبير                                                           |
| H226  | سائل وبخار سهل الاشتعال                                                                     |
| H227  | سائل قابل للاشتعال                                                                          |
| H228  | صلب سهل الاشتعال                                                                            |
| H229  | وعاء مضغوط: يمكن أن ينفجر في حال التسخين                                                    |
| H230  | يمكن أن يتفاعل بشكل متفجر حتى في غياب الهواء                                                |
| H231  | يمكن أن يتفاعل بشكل متفجر حتى في غياب الهواء عند درجات حرارة و/أو ضغوط مرتفعة               |
| H232  | يمكن أن يولع فيه النار تلقائياً عند التعرض للهواء                                            |
| H240  | يمكن أن يؤدي التسخين إلى انفجار                                                             |
| H241  | يمكن أن يؤدي التسخين إلى انفجار أو اشتعال حريق                                              |
| H242  | يمكن أن يؤدي التسخين إلى اشتعال حريق                                                        |
| H250  | يشتعل تلقائياً عند التعرض للهواء                                                             |
| H251  | قابل للتسخين ذاتياً؛ يمكن أن يشتعل                                                           |
| H252  | قابل للتسخين ذاتياً عند وجوده بكميات كبيرة؛ يمكن أن يشتعل                                    |
| H260  | عند التماس مع الماء يحرر غازات سهلة الاشتعال، والتي يمكن أن تشتعل تلقائياً                   |
| H261  | عند التماس مع الماء يحرر غازات سهلة الاشتعال                                                |
| H270  | يمكن أن يسبب أو يزيد من شدة الحريق؛ مؤكسد                                                   |
| H271  | يمكن أن يسبب حريقاً أو انفجاراً؛ مؤكسد قوي                                                    |
| H272  | يمكن أن يزيد من شدة الحريق؛ مؤكسد                                                           |
| H280  | يحوي على غاز مضغوط، يمكن أن ينفجر عند التسخين                                               |
| H281  | يحوي على غاز تحت التبريد، يمكن أن يسبب قرصة برد أو حروق جليدية أو إصابة                     |
| H290  | يمكن أن يكون أكالاً للفلزات (المعادن)                                                        |

## مخاطر صحية
- H300: مميت في حال الابتلاع
- H301: سام في حال الابتلاع
- H302: مضرّ في حال الابتلاع
- H303: يمكن أن يكون مضرّاً في حال الابتلاع
- H304: يمكن أن يكون مميتاً في حال الابتلاع والدخول إلى المجاري التنفسية
- H305: يمكن أن يكون مضرّاً في حال الابتلاع والدخول إلى المجاري التنفسية
- H310: مميت في حال التماس مع الجلد
- H311: سام في حال التماس مع الجلد
- H312: مضرّ في حال التماس مع الجلد
- H313: يمكن أن يكون مضرّاً في حال التماس مع الجلد
- H314: يسبب حروق جلدية شديدة وأضراراً للعين
- H315: يسبب تهيّجاً للجلد
- H316: يسبب تهيّجاً خفيفاً للجلد
- H317: يمكن أن يسبب تحسساً للجلد
- H318: يسبب ضرراً شديداً للعين
- H319: يسبب تهيجاً شديداً للعين
- H320: يسبب تهيجاً للعين
- H330: مميت في حال الاستنشاق
- H331: سام في حال الاستنشاق
- H332: مضرّ في حال الاستنشاق
- H333: يمكن أن يكون مضرّاً في حال الاستنشاق
- H334: يمكن أن يسبب الحساسية أو أعراض الربو أو صعوبات في التنفس في حال الاستنشاق
- H335: يمكن أن يسبب تهيجاً في الجهاز التنفسي
- H336: يمكن أن يسبب الدوخة أو النعاس
- H340: يمكن أن يسبب عيوباً وراثية (جينية)
- H341: يُشَك في أنه قد يسبب عيوباً وراثية (جينية)
- H350: يمكن أن يسبب السرطان
- H351: يُشَك في أنه قد يسبب السرطان
- H360: يمكن أن يضر بالخصوبة أو يضر الجنين
- H361: يُشَك في أنه قد يضر بالخصوبة أو يضر الجنين
- H361d: يُشَك في أنه قد يضر الجنين
- H361e: يمكن أن يضر الجنين
- H361f: يُشَك في أنه قد يضر بالخصوبة
- H361g: يمكن أن يضر بالخصوبة
- H362: يمكن أن يسبب الأذى للأطفال الرضّع
- H370: يسبب ضرراً لأعضاء جسم الإنسان
- H371: يمكن أن يسبب ضرراً لأعضاء جسم الإنسان
- H372: يسبب ضرراً لأعضاء جسم الإنسان عند التعرض المطوّل أو المتكرر
- H373: يمكن أن يسبب ضرراً لأعضاء جسم الإنسان عند التعرض المطوّل أو المتكرر
- H300+H310: مميت عند الابتلاع أو التماس مع الجلد
- H300+H330: مميت عند الابتلاع أو عند الاستنشاق
- H310+H330: مميت عند التماس مع الجلد أو عند الاستنشاق
- H300+H310+H330: مميت عند الابتلاع أو التماس مع الجلد أو عند الاستنشاق
- H301+H311: سام عند الابتلاع أو التماس مع الجلد
- H301+H331: سام عند الابتلاع أو عند الاستنشاق
- H311+H331: سام عند التماس مع الجلد أو عند الاستنشاق
- H301+H311+H331: سام عند الابتلاع أو التماس مع الجلد أو عند الاستنشاق
- H302+H312: مضرّ عند الابتلاع أو التماس مع الجلد
- H302+H332: مضرّ عند الابتلاع أو عند الاستنشاق
- H312+H332: مضرّ عند التماس مع الجلد أو عند الاستنشاق
- H302+H312+H332: مضرّ عند الابتلاع أو التماس مع الجلد أو عند الاستنشاق
- H303+H313: يمكن أن يكون ضاراًعند الابتلاع أو التماس مع الجلد
- H303+H333: يمكن أن يكون ضاراً عند الابتلاع أو عند الاستنشاق
- H313+H333: يمكن أن يكون ضاراً عند التماس مع الجلد أو عند الاستنشاق
- H303+H313+H333: يمكن أن يكون ضاراً عند الابتلاع أو التماس مع الجلد أو عند الاستنشاق
- H315+H320: يسبب تهيجاً للجلد والعين

## مخاطر بيئية
- H400: سام جداً للحياة المائية
- H401: سام للحياة المائية
- H402: مضرّ للحياة المائية
- H410: سام جداً للحياة المائية مع وجود تأثيرات طويلة الأمد
- H411: سام للحياة المائية مع وجود تأثيرات طويلة الأمد
- H412: مضرّ للحياة المائية مع وجود تأثيرات طويلة الأمد
- H413: يمكن أن يسبب تأثيرات مضرّة طويلة الأمد على الحياة المائية
- H420: مضر بالصحة العامة وبالبيئة بسبب تدميره لطبقة الأوزون في طبقات الجو العليا
- H433: ضار بالفقاريات